# 야노 아키코
야노 아키코(矢野 顕子, 1955년 2월 13일~)는 일본의 여성 싱어송라이터이다. 도쿄도에서 태어나 아오모리현 아오모리시에서 자랐으며 아오야마 가쿠인 고등학교를 중퇴했다.
야노라는 성은 데뷔 당시 야노 마코토가 남편이었기 때문이며 이 널리 알려진 당시 본명을 지금도 예명으로 사용하고 있다. 애칭은 아코짱 또는 야노상이며 현재는 미국 맨해튼에서 거주 중이다. 자녀는 두 명 있는데 장남은 스튜어드이고, 가수 사카모토 미우는 사카모토 류이치와 재혼 후 태어난 장녀이다.
1980년대 후반부터 1990년대 초반까지는 《월간 가도카와》에서 〈월간 앗코짱〉을 연재했으며, 2008년에 공식 사이트에서 연재를 재개했다.
2007년에 레이 하라카미와 함께 듀오 야노카미를 결성하여, 2011년에 레이 하라카미가 요절할 때까지 함께 활동했다.

## 영화

### 출연
- 벼랑위의 포뇨(2008년, 성우로 출연)